# Košarkaški klub Šibenik
Il K.K. Šibenik è una società cestistica avente sede a Sebenico, in Croazia. Fondata nel 1973, ha giocato nel campionato croato di pallacanestro fino al 2010, quando la società ha dichiarato bancarotta.
Ha disputato le partite interne nella Dvorana Baldekin, che ha una capacità di 1.500 spettatori.
Il club, che schierava nel suo roster il giovane Dražen Petrović, ha raggiunto per due anni (1982 e 1983) la finale di Coppa Korać, ma entrambe le volte è stato battuto dal Limoges.